# Concurso Internacional de Piano Franz Liszt
O Concurso Internacional de Piano Franz Liszt em  Budapeste é um concurso de lomga data fundado pelo escritório de Concursos internacionais de Música em Budapeste como um dos 17 concursos sob o nome principal de “Concurso Internacional de Música de Budapeste”.

## História
O Concurso Internacional de Piano Franz Liszt estreou em 1933 sob a liderança de Ernő Dohnányi da Academia de Música Franz Liszt, onde o concurso foi realizado.
O concurso começou em 1933, mas teve um hiato de 1937 a 1956. O concurso ocorre em ciclos de cinco anos. No ano 2006, o repertório do concurso foi de Liszt e Bartók. O repertório de 2011 foi exclusivamente de Liszt novamente - devido ao 200º aniversário de nascimento de Liszt.

## Vencedores
| Ano  | 1º                                   | 2º                                 | 3º                                                    |
| ---- | ------------------------------------ | ---------------------------------- | ----------------------------------------------------- |
| 1933 | Annie Fischer                        | Taras Mikischa                     | Louis Kentner                                         |
| 1956 | Lev Vlasenko                         | Mihály Bächer                      | Lazar Berman, Liu Shikun                              |
| 1961 | David Wilde (born 1935), Gábor Gabos | Dino Ciani                         | Valentin Belchenko                                    |
| 1966 | –                                    | Imre Antal                         | –                                                     |
| 1971 | Reiko Matsuzaki, Mykola Suk          | Elena Skuratowskaja                | László Baranyay, Etsuko Tazaki                        |
| 1976 | Robert Benz                          | Gary Steigerwalt, Frédéric Aguessy | Imre Rohmann, Vadim Monastyrsky                       |
| 1981 | –                                    | Mūza Rubackytė                     | Hortense Cartier-Bresson                              |
| 1986 | –                                    | Károly Mocsári                     | Dmitri Ratser                                         |
| 1991 | Alexander Strukov                    | Leonid Kuzmin, Nohara Midori       | Etelka Csuprik, Valery Shkarupa                       |
| 1996 | Gergely Bogányi                      | Igor Kamenz                        | Nadejda Vlaeva                                        |
| 2001 | –                                    | Péter Tóth                         | Gábor Farkas, Vadym Kholodenko, Massimiliano Motterle |
| 2006 | Elmar Gasanov                        | Olivier Besnard, László Borbély    | István Lajkó                                          |
| 2011 | Alexander Ullman                     | Ilya Kondratiev                    | János Balázs                                          |
| 2016 | Tomoki Sakata                        | Sergey Belyavskiy                  | Leon Bernsdorf                                        |
| 2021 | Kevin Chen                           | Giovanni Bertolazzi                | Gergely Kovács                                        |

## Outros concursos de piano com o mesmo nome
- Concurso Internacional de Piano Franz Liszt, Utrecht, Holanda (fundado em 1986)
- Concurso Internacional de Piano Franz Liszt, Weimar, Alemanha
- Concurso de Piano Franz Liszt, Town Hall, Nova York (realizado apenas um ano, em 1960)
- Concurso Internacional de Piano Franz Liszt, Prêmio Mario Zanfi, Conservatório de Parma, Itália (fundado em 1981, realizado a cada quatro anos)